# U-20-Fußball-Ozeanienmeisterschaft 2016
Die U-20-Fußball-Ozeanienmeisterschaft 2016 war die 13. Ausgabe des alle zwei Jahre stattfindenden ozeanischen Fußballturniers der Oceania Football Confederation (OFC) für Spieler bis einschließlich 19 Jahre. Zum ersten Mal wurde die Endrunde in Vanuatu ausgetragen.
Obwohl der Name weiterhin U-20-Fußball-Ozeanienmeisterschaft (U-20 Championship) lautete, wurde das maximale Alterslimit auf 19 Jahre gesenkt. Spieler die an dem Wettbewerb teilnehmen wollten, mussten am oder nach dem 1. Januar 1997 geboren worden sein. Beim Treffen des OFC-Exekutivkomitees in Auckland im November 2013 wurde diese Bedingung geändert, um den Gewinnern des Turniers genügend Zeit zur Vorbereitung für die U-20-Fußball-Weltmeisterschaft zu ermöglichen.
Im März 2015 entschied die FIFA, dass die OFC jeweils zwei Startplätze für jeden U-20- und U-17-Weltmeisterschaft bekommen. Das bedeutete, dass sich zwei Mannschaften für die U-20-Fußball-Weltmeisterschaft 2017 in Südkorea qualifizierten.

## Modus
Die Qualifikation und das Turnier strukturiert sich wie folgt:
- Erste Runde/Qualifikation: Amerikanisch-Samoa, Cookinseln, Samoa und Tonga spielten ein Rundenturnier in Tonga. Der Gewinner qualifizierte sich für die Endrunde.
- Wettbewerb/Endrunde: Insgesamt spielten acht Mannschaften (die gesetzten Teams aus Fidschi, Neukaledonien, Neuseeland, Papua-Neuguinea, Salomonen, Tahiti, Vanuatu und der Gewinner der ersten Runde) das Turnier in Vanuatu. Für die Gruppenphase wurden sie auf zwei Gruppen mit je vier Teams aufgeteilt. Die jeweils besten zwei erreichten die Finalrunde (Halbfinale und Finale) und bestimmten den U-20-Ozeanienmeister. Die Finalgegner qualifizierten sich für die U-20-Fußball-Weltmeisterschaft 2017.

## Mannschaften
Alle elf der FIFA angehörigen Nationalmannschaften Ozeaniens waren für die Qualifikation zugelassen.
| Setzliste   | Mannschaften                                                                            | Anzahl |
| ----------- | --------------------------------------------------------------------------------------- | ------ |
| Erste Runde | - Amerikanisch-Samoa - Cookinseln - Samoa - Tonga                                       | 4      |
| Endrunde    | - Fidschi - Neukaledonien - Neuseeland - Papua-Neuguinea - Salomonen - Tahiti - Vanuatu | 7      |

## Spielorte
| Port Vila Municipal Stadium |

| Luganville Soccer City Stadium |

| Port Vila Municipal Stadium |

| Luganville Soccer City Stadium |

## Qualifikation/Erste Runde
Die Qualifikation zur Endrunde fand zwischen dem 21. und 27. Juni 2016 in Tonga statt. Nur der Gewinner qualifizierte sich für die zweite Runde.
Jeweils vier Schiedsrichter und Schiedsrichter-Assistenten wurden von der OFC für die Qualifikation zugewiesen.
Schiedsrichter
- Salesh Chand
- Joel Hopken
- Nelson Sogo
- Campbell-Kirk Waugh

Schiedsrichter-Assistenten
- Ujwaal Mudliar
- Phul Singh
- Jeffery Solodia
- Isaac Trevis

| Pl. | Land               | Sp. | S | U | N | Tore    | Diff. | Punkte |
| --- | ------------------ | --- | - | - | - | ------- | ----- | ------ |
| 1.  | Cookinseln         | 3   | 2 | 1 | 0 | 007:100 | +6    | 07     |
| 2.  | Samoa              | 3   | 1 | 1 | 1 | 008:400 | +4    | 04     |
| 3.  | Tonga              | 3   | 0 | 3 | 0 | 005:500 | ±0    | 03     |
| 4.  | Amerikanisch-Samoa | 3   | 0 | 1 | 2 | 001:110 | −10   | 01     |

Alle Zeiten in der lokalen Tonga Time (UTC+13).
| 21. Juni 2016, 12:00 Uhr | Tonga     | 1:1          | Cookinseln     | Loto-Tonga Soka Centre, Nukuʻalofa Zuschauer: 250 Schiedsrichter: Joel Hopkken |
| 21. Juni 2016, 12:00 Uhr | Po’oi 51′ | Spielbericht | C. Tiputoa 77′ | Loto-Tonga Soka Centre, Nukuʻalofa Zuschauer: 250 Schiedsrichter: Joel Hopkken |

| 21. Juni 2016, 15:00 Uhr | Amerikanisch-Samoa | 0:5          | Samoa                                           | Loto-Tonga Soka Centre, Nukuʻalofa Zuschauer: 250 Schiedsrichter: Nelson Sogo |
| 21. Juni 2016, 15:00 Uhr |                    | Spielbericht | Mariner 12′ Malo 30′ Hunt 48′ Tunupopo 64′, 75′ | Loto-Tonga Soka Centre, Nukuʻalofa Zuschauer: 250 Schiedsrichter: Nelson Sogo |

| 24. Juni 2016, 12:00 Uhr | Tonga        | 1:1          | Amerikanisch-Samoa | Loto-Tonga Soka Centre, Nukuʻalofa Zuschauer: 200 Schiedsrichter: Salesh Chand |
| 24. Juni 2016, 12:00 Uhr | Likiliki 10′ | Spielbericht | Fiso 6′            | Loto-Tonga Soka Centre, Nukuʻalofa Zuschauer: 200 Schiedsrichter: Salesh Chand |

| 24. Juni 2016, 15:00 Uhr | Samoa | 0:1          | Cookinseln     | Loto-Tonga Soka Centre, Nukuʻalofa Zuschauer: 200 Schiedsrichter: Campbell-Kirk Waugh |
| 24. Juni 2016, 15:00 Uhr |       | Spielbericht | D. Tiputoa 85′ | Loto-Tonga Soka Centre, Nukuʻalofa Zuschauer: 200 Schiedsrichter: Campbell-Kirk Waugh |

| 27. Juni 2016, 12:00 Uhr | Cookinseln                                    | 5:0          | Amerikanisch-Samoa | Loto-Tonga Soka Centre, Nukuʻalofa Zuschauer: 200 Schiedsrichter: Joel Hopken |
| 27. Juni 2016, 12:00 Uhr | Wood 31′ Samuela 38′ D. Tiputoa 54′, 59′, 72′ | Spielbericht |                    | Loto-Tonga Soka Centre, Nukuʻalofa Zuschauer: 200 Schiedsrichter: Joel Hopken |

| 27. Juni 2016, 15:00 Uhr | Samoa                      | 3:3          | Tonga                  | Loto-Tonga Soka Centre, Nukuʻalofa Zuschauer: 300 Schiedsrichter: Campbell-Kirk Waugh |
| 27. Juni 2016, 15:00 Uhr | Tunupopo 66′, 70′ Malo 80′ | Spielbericht | Polovili 10′, 40′, 73′ | Loto-Tonga Soka Centre, Nukuʻalofa Zuschauer: 300 Schiedsrichter: Campbell-Kirk Waugh |

## Endrunde/Zweite Runde
Die Endrunde fand vom 3. bis 17. September 2016 statt (ursprünglich war sie zwischen dem 19. und 26. September geplant). Vanuatu wurde als Austragungsland im Dezember 2015 bekannt gegeben.
Die Auslosung fand am 22. Juni 2016 statt. Die acht Mannschaften wurden in zwei Gruppen mit je vier Teams gelost. Vanuatu stand als Austragungsland auf Position A1 fest.
Alle Zeiten in der lokalen Vanuatu Time (UTC+11).

### Gruppe A
| Pl. | Land            | Sp. | S | U | N | Tore    | Diff. | Punkte |
| --- | --------------- | --- | - | - | - | ------- | ----- | ------ |
| 1.  | Vanuatu         | 3   | 3 | 0 | 0 | 005:100 | +4    | 09     |
| 2.  | Neukaledonien   | 3   | 1 | 1 | 1 | 005:300 | +2    | 04     |
| 3.  | Fidschi         | 3   | 0 | 2 | 1 | 002:300 | −1    | 02     |
| 4.  | Papua-Neuguinea | 3   | 0 | 1 | 2 | 003:800 | −5    | 01     |

| 3. September 2016, 12:00 Uhr | Papua-Neuguinea | 1:4          | Neukaledonien                                                  | Port Vila Municipal Stadium, Port Vila Zuschauer: 8.000 Schiedsrichter: Kader Zitouni |
| 3. September 2016, 12:00 Uhr | Awi 34′         | Spielbericht | Watrone 56′ Gope-Fenepej 68′ (Strafstoß) Poma 82′ Houala 90+4′ | Port Vila Municipal Stadium, Port Vila Zuschauer: 8.000 Schiedsrichter: Kader Zitouni |

| 3. September 2016, 15:00 Uhr | Vanuatu    | 1:0          | Fidschi | Port Vila Municipal Stadium, Port Vila Zuschauer: 8.000 Schiedsrichter: Nick Waldron |
| 3. September 2016, 15:00 Uhr | Tenene 61′ | Spielbericht |         | Port Vila Municipal Stadium, Port Vila Zuschauer: 8.000 Schiedsrichter: Nick Waldron |

| 6. September 2016, 12:00 Uhr | Neukaledonien    | 1:1          | Fidschi      | Port Vila Municipal Stadium, Port Vila Zuschauer: 8.000 Schiedsrichter: George Time |
| 6. September 2016, 12:00 Uhr | Gope-Fenepej 68′ | Spielbericht | Jennings 25′ | Port Vila Municipal Stadium, Port Vila Zuschauer: 8.000 Schiedsrichter: George Time |

| 6. September 2016, 15:00 Uhr | Vanuatu                                     | 3:1          | Papua-Neuguinea | Port Vila Municipal Stadium, Port Vila Zuschauer: 8.000 Schiedsrichter: Campbell-Kirk Waugh |
| 6. September 2016, 15:00 Uhr | Wilkins 50′ (Strafstoß) Kalo 56′ Thomas 81′ | Spielbericht | Yanum 77′       | Port Vila Municipal Stadium, Port Vila Zuschauer: 8.000 Schiedsrichter: Campbell-Kirk Waugh |

| 10. September 2016, 12:00 Uhr | Fidschi      | 1:1          | Papua-Neuguinea | Port Vila Municipal Stadium, Port Vila Zuschauer: 7.000 Schiedsrichter: Nelson Sogo |
| 10. September 2016, 12:00 Uhr | Catarogo 71′ | Spielbericht | Dabinyaba 35′   | Port Vila Municipal Stadium, Port Vila Zuschauer: 7.000 Schiedsrichter: Nelson Sogo |

| 10. September 2016, 15:00 Uhr | Neukaledonien | 0:1          | Vanuatu                   | Port Vila Municipal Stadium, Port Vila Zuschauer: 7.000 Schiedsrichter: Nick Waldron |
| 10. September 2016, 15:00 Uhr |               | Spielbericht | Wilkins 90+1′ (Strafstoß) | Port Vila Municipal Stadium, Port Vila Zuschauer: 7.000 Schiedsrichter: Nick Waldron |

### Gruppe B
| Pl. | Land       | Sp. | S | U | N | Tore    | Diff. | Punkte |
| --- | ---------- | --- | - | - | - | ------- | ----- | ------ |
| 1.  | Neuseeland | 3   | 2 | 1 | 0 | 007:100 | +6    | 07     |
| 2.  | Salomonen  | 3   | 1 | 2 | 0 | 005:200 | +3    | 05     |
| 3.  | Tahiti     | 3   | 1 | 1 | 1 | 006:700 | −1    | 04     |
| 4.  | Cookinseln | 3   | 0 | 0 | 3 | 001:900 | −8    | 0      |

| 3. September 2016, 12:00 Uhr | Neuseeland          | 3:0          | Cookinseln | Luganville Soccer Stadium, Luganville Zuschauer: 8.000 Schiedsrichter: Salesh Chand |
| 3. September 2016, 12:00 Uhr | Bevan 30′, 76′, 90′ | Spielbericht |            | Luganville Soccer Stadium, Luganville Zuschauer: 8.000 Schiedsrichter: Salesh Chand |

| 3. September 2016, 15:00 Uhr | Tahiti                | 2:2          | Salomonen             | Luganville Soccer Stadium, Luganville Zuschauer: 5.000 Schiedsrichter: Joel Hopken |
| 3. September 2016, 15:00 Uhr | Siejidr 13′ Salem 34′ | Spielbericht | Wetney 50′ Raramo 65′ | Luganville Soccer Stadium, Luganville Zuschauer: 5.000 Schiedsrichter: Joel Hopken |

| 6. September 2016, 12:00 Uhr | Cookinseln | 0:3          | Salomonen                 | Luganville Soccer Stadium, Luganville Zuschauer: 5.000 Schiedsrichter: Robinson Banga |
| 6. September 2016, 12:00 Uhr |            | Spielbericht | Waita 54′ Wetney 56′, 83′ | Luganville Soccer Stadium, Luganville Zuschauer: 5.000 Schiedsrichter: Robinson Banga |

| 6. September 2016, 15:00 Uhr | Tahiti       | 1:4          | Neuseeland                                         | Luganville Soccer Stadium, Luganville Zuschauer: 5.000 Schiedsrichter: Médéric Lacour |
| 6. September 2016, 15:00 Uhr | Petitgas 27′ | Spielbericht | Dyer 39′ (Strafstoß) Lewis 61′ Imrie 65′ Bevan 87′ | Luganville Soccer Stadium, Luganville Zuschauer: 5.000 Schiedsrichter: Médéric Lacour |

| 10. September 2016, 12:00 Uhr | Salomonen    | 0:0 | Neuseeland | Luganville Soccer Stadium, Luganville Zuschauer: 5.000 Schiedsrichter: Médéric Lacour |
| 10. September 2016, 12:00 Uhr | Spielbericht |     |            | Luganville Soccer Stadium, Luganville Zuschauer: 5.000 Schiedsrichter: Médéric Lacour |

| 10. September 2016, 15:00 Uhr | Cookinseln              | 1:3          | Tahiti                   | Luganville Soccer Stadium, Luganville Zuschauer: 5.000 Schiedsrichter: Joel Hopken |
| 10. September 2016, 15:00 Uhr | Tiputoa 83′ (Strafstoß) | Spielbericht | Salem 45+2′, 55′ Tau 87′ | Luganville Soccer Stadium, Luganville Zuschauer: 5.000 Schiedsrichter: Joel Hopken |

## Finalrunde
|  | Halbfinale | Halbfinale    | Halbfinale |  |  | Finale | Finale     | Finale |
|  |            |               |            |  |  |        |            |        |
|  |            |               |            |  |  |        |            |        |
|  | B1         | Neuseeland    | 3          |  |  |        |            |        |
|  | A2         | Neukaledonien | 1          |  |  |        |            |        |
|  |            |               |            |  |  | B1     | Neuseeland | 5      |
|  |            |               |            |  |  | A1     | Vanuatu    | 0      |
|  | A1         | Vanuatu       | 2          |  |  |        |            |        |
|  | B2         | Salomonen     | 1          |  |  |        |            |        |
|  |            |               |            |  |  |        |            |        |

### Halbfinale
Die Gewinner der beiden Halbfinals qualifizieren sich für die U-20-Fußball-Weltmeisterschaft 2017.
| 13. September 2016, 11:00 Uhr | Neuseeland            | 3:1          | Neukaledonien | Luganville Soccer Stadium, Luganville Zuschauer: 5.500 Schiedsrichter: Kader Zitouni |
| 13. September 2016, 11:00 Uhr | Dyer 23′, 30′ Cox 71′ | Spielbericht | Nyipe 19′     | Luganville Soccer Stadium, Luganville Zuschauer: 5.500 Schiedsrichter: Kader Zitouni |

| 13. September 2016, 14:30 Uhr | Vanuatu                  | 2:1          | Salomonen | Port Vila Municipal Stadium, Port Vila Zuschauer: 8.000 Schiedsrichter: Nick Waldron |
| 13. September 2016, 14:30 Uhr | Tenene 36′ Massing 90+4′ | Spielbericht | Gise 21′  | Port Vila Municipal Stadium, Port Vila Zuschauer: 8.000 Schiedsrichter: Nick Waldron |

### Finale
| Neuseeland                                                                 | Neuseeland | Vanuatu | Vanuatu |
| -------------------------------------------------------------------------- | --- | --- | ------- |
| Neuseeland                                                                 | \| Finale \| \| 17. September 2016 um 14:30 Uhr in Port Vila (Port Vila Municipal Stadium) \| \| Ergebnis: 5:0 (2:0) \| \| Schiedsrichter: Kader Zitouni ( Tahiti) \| \| Spielbericht \|                                                             | \| Finale \| \| 17. September 2016 um 14:30 Uhr in Port Vila (Port Vila Municipal Stadium) \| \| Ergebnis: 5:0 (2:0) \| \| Schiedsrichter: Kader Zitouni ( Tahiti) \| \| Spielbericht \|                                                    | Vanuatu |
| Neuseeland                                                                 | Michael Woud – Jack-Henry Sinclair, Sean Liddicoat, Hunter Ashworth, Luke Johnson, Reese Cox – Logan Rogerson, Moses Dyer, Clayton Lewis (86. Jake Porter), Joe Bell (77. Sarpreet Singh) – Myer Bevan (83. Lucas Imrie) Cheftrainer: Darren Bazeley | Ricky Dick – Jason Thomas, Jeffrey Tasso (85. Sylvain Worworbu), Timothy Boulet – Claude Aru (85. Gregory Patrick), Bong Kalo , Godine Tenene, Ronaldo Wilkins, Abednigo Sau, Jayson Timatua, Frederick Massing Cheftrainer: Etienne Mermer | Vanuatu |
| Neuseeland                                                                 | 1:0 Hunter Ashworth (13.) 2:0 Moses Dyer (34.) 3:0 Myer Bevan (76.) 4:0 Lucas Imrie (88.) 5:0 Lucas Imrie (90.) | | Vanuatu |
| Neuseeland                                                                 | Reese Cox (62.) | Ronaldo Wilkins (29.), Jeffrey Tasso (57.) | Vanuatu |
| Neuseeland                                                                 | Frederick Massing (70.) | | Vanuatu |
| Finale                                                                     | | |         |
| 17. September 2016 um 14:30 Uhr in Port Vila (Port Vila Municipal Stadium) | | |         |
| Ergebnis: 5:0 (2:0)                                                        | | |         |
| Schiedsrichter: Kader Zitouni ( Tahiti)                                    | | |         |
| Spielbericht                                                               | | |         |

## Auszeichnungen
Den Golden Ball Award erhält der herausragendste Spieler des Wettbewerbs. Der Golden Glove Award wird an den besten Torhüter des Turniers verliehen. Den Golden Boot Award erhält der Spieler mit den meisten Toren und Torvorlagen. Der Fair Play Award wird an die fairste Mannschaft verliehen.
| Auszeichnung    | Spieler      |
| --------------- | ------------ |
| Golden Ball     | Myer Bevan   |
| Golden Glove    | Michael Wood |
| Golden Boot     | Myer Bevan   |
| Fair Play Award | Salomonen    |

## Schiedsrichter
- Salesh Chand
- Médéric Lacour
- Nick Waldron
- Campbell-Kirk Kawana-Waugh
- Nelson Sogo
- George Time
- Abdelkader Zitouni
- Robinson Banga
- Joel Hopken

## Beste Torschützen
| Rang | Spieler                                 | Tore |
| ---- | --------------------------------------- | ---- |
| 1    | Myer Bevan                              | 5    |
| 1    | Dwayne Tiputoa (inkl. Qualifikation)    | 5    |
| 2    | Moses Dyer                              | 4    |
| 2    | Pago Tunupopo (inkl. Qualifikation)     | 4    |
| 2    | Lucas Imrie                             | 3    |
| 2    | Albert Wetney                           | 3    |
| 2    | Heirauarii Salem                        | 3    |
| 2    | Hemaloto Polovili (inkl. Qualifikation) | 3    |
| 3    | Thomas Gope-Fenepej                     | 2    |
| 3    | Ronaldo Wilkins                         | 2    |
| 3    | Godine Tenene                           | 2    |
| 3    | Samuelu Malo (inkl. Qualifikation)      | 2    |